# Felföldi Szabolcs
Felföldi Szabolcs (Békéscsaba, 1975 –) történész-régész, az SZTE BTK Régészeti Tanszékének tudományos munkatársa, a Határtalan Régészet című folyóirat főszerkesztője.

## Életútja
Alap- és középfokú tanulmányait Békéscsabán végezte, majd a szegedi József Attila Tudományegyetem Bölcsészettudományi Karának történelem–régészet szakos hallgatója (1993-1999). 1995-től magyar őstörténetet is hallgatott, az Antikvitás alprogramon (SZTE Történelemtudományi Doktori Iskola) 2013-ban doktorált. 2001-től oktat a SZTE Bölcsészettudományi Karán, 2016-tól a Határtalan Régészet című archeológiai magazin főszerkesztője.

### Kutatási területe[10]
- A Kárpát-medence és Belső-Ázsia népvándorlás kori története és régészete
- A Selyemút története és régészete

## Fontosabb művei[11]
- "Fény metszette élet" Vámbéry-album. Dunaszerdahely, Vámbéry Polgári Társulás, 2016[12]
- Stein Aurél. Egy rendhagyó életrajz. Budapest, Palatinus Kiadó, 2015
- Kereskedővárosok a belső-ázsiai Selyemúton? In: Szerk.: Csabai Zoltán (et al.) Ökonómia és ökológia: Tanulmányok az ókori gazdaságtörténet és történeti földrajz köréből. Pécs - Budapest, L'Harmattan - PTE BTK Ókortörténeti Tanszék, 2015. pp. 153–174. (Ókor-Történet-Írás; 3.)
- Vámbéry Ármin és Stein Aurél kapcsolata. In: Szerk.: Sárközy Miklós. Vámbéry. Dunaszerdahely, Lilium Aurum Kiadó, 2015. pp. 159–171.
- A mikrotörténelmi módszer és a Selyemút kutatása, BELVEDERE MERIDIONALE 26: (3) pp. 139–145.
- A belső-ázsiai selyemút multikulturális világa egy különleges nyelv és írásbeliség fényében, SZÁZADVÉG 70: (4) pp. 57–69.
- Mercurius projekt – kereskedelmi vonatkozású társadalomtudományi kutatások. In: Szerk.: Z Karvalics László. Szolgáltatásinkubáció az egyetemi szférában: Innovatív külső és belső információmenedzsment megoldások. Szeged, Primaware, 2011. pp. 352–355.
- A nomád hadviselés egyik jellegzetes problémája: a folyón való átkelés. In: Szerk.: Balogh László, Szerk.: Keller László. Fegyveres nomádok, nomád fegyverek: III. Szegedi Steppetörténeti Konferencia. Budapest, Balassi Kiadó, 2004. pp. 75–91. (Magyar őstörténeti könyvtár; 21.)
- Avar kori helynévi nyomok a Kárpát-medencében (Várkony). In: Szerk.: Márton Alfréd. A Kárpát-medence és a steppe. Budapest, Balassi Kiadó, 2001. pp. 28–39. (Magyar Őstörténeti Könyvtár; 14.)

## Díjak, elismerések[7]
- JATE Történész Diákkör I. helyezett (1996)
- XXIII. OTDK Humán Tudományi Szekció/Régészet Alszekció I. helyezett (1997)
- Pro Renovanda Cultura Hungariae Alapítvány „Diákok a tudományért” díja (1998)

## Videók
- https://www.youtube.com/watch?v=xJ-QoY-ICG4

## Kapcsolódó oldalak
- Határtalan régészet
- Móra Ferenc Múzeum
- Szegedi Tudományegyetem
- Vámbéry Ármin